# Emilio Notte
Pour les articles homonymes, voir Notte.
 (mars 2024).
Si vous disposez d'ouvrages ou d'articles de référence ou si vous connaissez des sites web de qualité traitant du thème abordé ici, merci de compléter l'article en donnant les références utiles à sa vérifiabilité et en les liant à la section « Notes et références ».
 (février 2024).
La mise en forme du texte ne suit pas les recommandations de Wikipédia : il faut le « wikifier ».
Les points d'amélioration suivants sont les cas les plus fréquents. Le détail des points à revoir est peut-être précisé sur la page de discussion.
- Les titres sont pré-formatés par le logiciel. Ils ne sont ni en capitales, ni en gras.
- Le texte ne doit pas être écrit en capitales (les noms de famille non plus), ni en gras, ni en italique, ni en « petit »…
- Le gras n'est utilisé que pour surligner le titre de l'article dans l'introduction, une seule fois.
- L'italique est rarement utilisé : mots en langue étrangère, titres d'œuvres, noms de bateaux, etc.
- Les citations ne sont pas en italique mais en corps de texte normal. Elles sont entourées par des guillemets français : « et ».
- Les listes à puces sont à éviter, des paragraphes rédigés étant largement préférés. Les tableaux sont à réserver à la présentation de données structurées (résultats, etc.).
- Les appels de note de bas de page (petits chiffres en exposant, introduits par l'outil «  Source ») sont à placer entre la fin de phrase et le point final[comme ça].
- Les liens internes (vers d'autres articles de Wikipédia) sont à choisir avec parcimonie. Créez des liens vers des articles approfondissant le sujet. Les termes génériques sans rapport avec le sujet sont à éviter, ainsi que les répétitions de liens vers un même terme.
- Les liens externes sont à placer uniquement dans une section « Liens externes », à la fin de l'article. Ces liens sont à choisir avec parcimonie suivant les règles définies. Si un lien sert de source à l'article, son insertion dans le texte est à faire par les notes de bas de page.
- La présentation des références doit suivre les conventions bibliographiques. Il est recommandé d'utiliser les modèles {{Ouvrage}}, {{Chapitre}}, {{Article}}, {{Lien web}} et/ou {{Bibliographie}}. Le mode d'édition visuel peut mettre en forme automatiquement les références.
- Insérer une infobox (cadre d'informations à droite) n'est pas obligatoire pour parachever la mise en page.

Pour une aide détaillée, merci de consulter Aide:Wikification.
Si vous pensez que ces points ont été résolus, vous pouvez retirer ce bandeau et améliorer la mise en forme d'un autre article.
Emilio Notte (Ceglie Messapica, 30 janvier 1891 - Naples, 7 juillet 1982) était un peintre italien et un représentant du mouvement futuriste.

## Biographie
Son père Giovanni était originaire de Marostica et sa mère, Lucinda Chiumenti, était originaire de Vicence. Ses parents vinrent à Ceglie pour des raisons professionnelles. La famille a déménagé d'abord à Lagonegro, puis à Serino (sa sœur Teresa Sacchi Notte y est née en 1896), à Bovino, enfin à Sant'Angelo dei Lombardi, où Emilio Notte a fréquenté le college et le lycée de la région.
En 1906, la famille envoie le jeune Emilio à Naples, où il est accueilli par Vincenzo Volpe, qui succède à Domenico Morelli comme directeur de l'Académie des Beaux-Arts. En 1907, la famille s'installe à Prato pour que Notte termine ses études à l'Académie des Beaux-Arts de Florence.

### Période symboliste et post-impressionniste
Au cours de ses années de formation, Notte était déjà un artiste reconnu : à seulement vingt et un ans, il décroche avec deux de ses œuvres, Les Destins et Les Idolâtres, une place à la Xe Biennale de Venise.
A Florence, Notte commença à fréquenter les Lacerbiens, qui se réunissaient au « Giubbe Rosse » et au « Pazkowsky ». Lors de la soirée futuriste au Teatro Verdi, Soffici l'a présenté à Boccioni, Marinetti et Carrà. Il rencontra aussi Giuseppe Landsmann ( Lucio Venna ), qui devint son élève et ami. A Florence, Notte fréquentait également Papini, Prezzolini, Settimelli, Magnelli, Pettoruti et Aldo Palazzeschi, dont l'amitié dura toute une vie. Lors de ses dernières années, il peint des nombreuses toiles qui furent ensuite achetées par la Galerie d'art moderne de Rome.
Durant cette période, les expositions et les reconnaissances se succèdent, de l'exposition de Florence à la participation à deux éditions de la Sécession romaine, dans la salle organisée par Plinio Nomellini et Galileo Chini. Il gagna aussi le Prix Ussi à Florence, avec Les Vieillards, actuellement au Palais Pitti.

### Période futuriste à Florence
À la fin de 1914, Notte rejoint le mouvement futuriste florentin et initie une intense saison d'échanges intellectuels avec Emilio Settimelli, Mario Carli, Mario Rivosecchi, Eva Khun et Arnaldo Ginna, dont il exécuta un portrait futuriste en 1917, bien qu'il y ait eu une divergence de conceptions esthétiques entre les deux (Notte était contre l'abstraction en peinture, à tel point qu'en 1916, il développa un manifeste antifuturiste abstractionniste, pour critiquer l'abstractionnisme de Ginna, Magnelli et Pettoruti).
Notte, bien que futuriste, n'aimait pas la rhétorique guerrière, à tel point qu'il consacra de nombreuses toiles empreintes de dynamisme plastique au thème de la guerre, mais où la figure du soldat apparaît dans toute son humanité souffrante. Parmi ceux-ci se distinguent Sotto le armi de 1915, Portrait d'un camarade en uniforme d'artillerie (attribué à tort pendant une certaine période à Boccioni), La distribution du pain (exposé dans la galerie Ca' Pesaro en 1919) et Soldat et sentinelle. Son attitude anti-guerre ne le dispense pas d’être appelé sur le front. Margherita Sarfatti, dans La Torche allumée (publié en 1919, mais écrit en 1916 ), notait : « La jeune génération est dans le champs de bataille. Aujourd'hui, elle défend avec le fusil et le canon la gloire qui viendra [...] leurs noms sont Carpi, Carrà, Russolo, Sironi, Notte, Funi, Oppo, Spadini, Martini et bien d'autres".
Ainsi, Notte passa plus d'un an dans les tranchées, combattant notamment sur le plateau du Carso, où il fut blessé. Hospitalisé à l'hôpital militaire de Bologne, il rencontre et fréquente Giorgio Morandi. La poétique futuriste de Notte devient alors de plus en plus liée à l'observation de la vie populaire. En effet, son dynamisme plastique lui fournit la clé formelle idéale pour souligner qu'un monde est sur le point de se terminer, parce qu'il est frappé par la tornade de la modernité, comme en témoignent trois de ses peintures futuristes perdues représentant des catastrophes ferroviaires, très remarquées par les critiques de l'époque, et plus encore de la série de places, lieux de rencontre et d'échange par définition. Il s'agit notamment de la Piazza Battistero à Florence, du grand panneau Piazza, actuellement dans la Pinacothèque civique de Brescia, de la Piazza Mercatale et de La Route Blanche, achetés par le roi lors de l' exposition du soldat de 1917 et du premier tableau futuriste à entrer dans la collection savoyarde du Quirinale.
Sa tendance à « refroidir le futurisme dans le cubisme » est notée par Filippo de Pisis dans un article de 1921 dans Il Momento di Roma; elle et évidente dans des œuvres telles que La carrosse de 1915, Vent et blanchisseuses et Girotondo de 1916., Porteur et femme, Charrette, Creuseurs, La charrue et Popolane de 1919, Filles sur la pelouse de Milan de 1920, Expulsion de la maison de 1920 (exposé à la XIIe Biennale de Venise). En effet, tous ses sujets sont humbles, et montrent un équilibre minutieux entre la représentation du temps cyclique de la vie paysanne et le temps accéléré et instable de la civilisation mécanique qui prend le relais.

### Période futuriste à Milan
Au début de 1918, Notte s'installe à Milan, attiré par la ville de l'industrie et du commerce, mais aussi par le fait qu'elle soit le siège central du mouvement. Notte est alors un visiteur régulier du salon de Margherita Sarfatti, mais il fréquente aussi Sironi, Carrà et Arturo Martini. Il rencontre également Severini et se lie d'amitié avec Russolo, puis avec Leonardo Dudreville, Funi, Bucci, Serrati, Ada Negri et Armando Mazza. Il se heurte également à Mussolini qui, jaloux de Sarfatti, le soupçonne d'être un rival.
Pendant son séjour à Milan, Notte multiplie ses intérêts, il publie des dessins dans l'hebdomadaire "I Nemici d'Italia" d'Armando Mazza et dans Cronache d'attualità d'Anton Giulio Bragaglia, il illustre des couvertures de livres pour Facchi, l'éditeur proche des futuristes. ; puis, grâce à Marinetti, il collabore assidûment à « Roma Futurista ». A Milan, il fréquente Luigi Russolo, de sorte qu'il se retrouve inclus dans le circuit des dadaïstes italiens, publiant des dessins dans la revue dadaïste "Procellaria". Il participe à l'Exposition futuriste de Genève, mais dans "Poesia", dirigé par Dessy, il publie L'arrotino en trois couleurs, qui apparaît comme un adieu à l'avant-garde de Marinetti.

### Du «retour à l’ordre» au réalisme magique

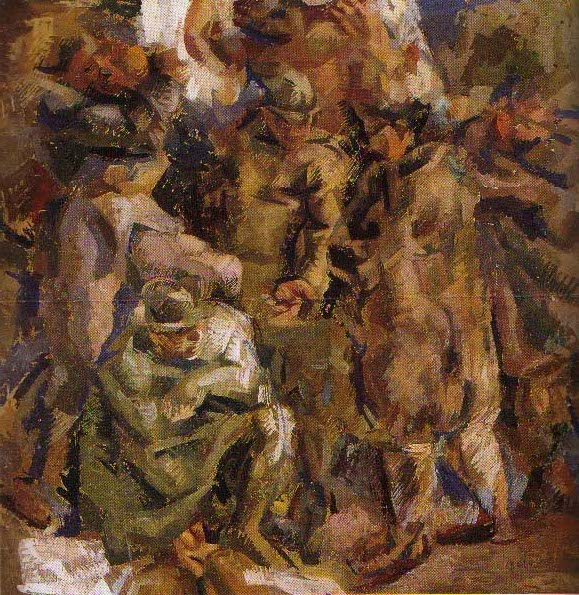
Emilio Notte, La distribution du pain, 1919

L'année 1920 marque un nouveau tournat pour Notte, son futurisme "se refroidit" dans une synthèse qui rappelle les modules du XVe siècle, mais aussi la repensation de la peinture vénitienne du XVIIIe siècle, avec laquelle il se compare pendant quelques années, avant de revenir à l'expérimentation.
En 1923, Notte remporte le concours pour le poste de professeur de peinture au Liceo Artistico de Venise, ou il enseignera à Mirko Basaldella notamment. C'est le début d'une longue carrière d'enseignant, qui le mènera en 1924, après la victoire du "Retraité National", à Rome, où il enseignera la Figure Dessinée à l'École Libre du Nu, de l'Académie des Beaux-Arts. A Rome, Notte fréquente Arturo Martini, Marino Marini, Ercole Drei, Ferruccio Ferrazzi, Attilio Torresini, Carlo Socrate (qui habite dans le même immeuble) et le directeur général des Beaux-Arts Arduino Colasanti.
Habitué du Café Aragno et de la Villa Strohl-Fern, Notte rencontre Massimo Bontempelli et Giacomo Balla, qui influencent ses choix esthétiques, l'incitant à réinterpréter les atmosphères du réalisme magique. Cette influence est plus qu'évidente dans certaines oeuvres telles que Trois élèves dans l'Atelier, de 1928 et dans Lo scolaro de 1930 mais aussi dans la vaste et complexe fresque sur le thème des arts et métiers qu'il exécuta à Villa d'Este (Tivoli) en 1928.

### Transfert à Naples
Notte remporte la chaire de Décoration à l'Académie de Naples en 1929, mais continue de résider à Rome jusqu'à la fin de 1936. C'est une période difficile. Notte, qui a toujours été socialiste, ne mène pas d'activités politiques évidentes ; mais ses œuvres des années 1930 sont chargées d’allusions ironiques, qui visent à mettre à mal la rhétorique du régime et ses valeurs. Plus tard, à l'Académie de Naples, il jouit d'une grande influence sur les étudiants.
Dans les œuvres de ces années-là, Notte a exploré la dimension psychologique des personnages, depuis des personnages célèbres comme Salvatore Quasimodo, dont il a peint le portrait (maintenant dans la Collection de la Banque d'Italie ) jusqu'aux membres de sa famille (par exemple La famille, La robe de la mariée)., Dans le jardin, exposé à la Biennale de Venise en 1928) à ceux qui redeviennent humbles, populaires, comme Soldats jouant à la morra, présenté à la Quadriennale de Rome et actuellement dans le patrimoine de la Maison Mère des Mutilés et des Invalides de Guerre. Et puis dans cette période on note son travail introspectif sur la pratique de l'enseignement, donc sur le sens de la culture, de l'histoire et des innovations.
Durant l'occupation allemande, Notte a risqué sa vie à plusieurs reprises en organisant l'approvisionnement en armes et munitions des groupes partisans, mais il est également revenu sur le thème de la guerre en tant qu'artiste, par exemple dans la série de dessins réalisés lors des bombardements aériens qui ont suivi celui-ci. un autre à Naples de 1941 à 1944.
La Galerie de l'Académie des Beaux-Arts de Naples possède certaines œuvres d'Emilio Notte: Portrait de Costanza Lorenzetti, 1891, huile sur toile, Comunicanda, 1941, huile sur toile, et Composition, 1958, huile sur toile.

### Après-guerre

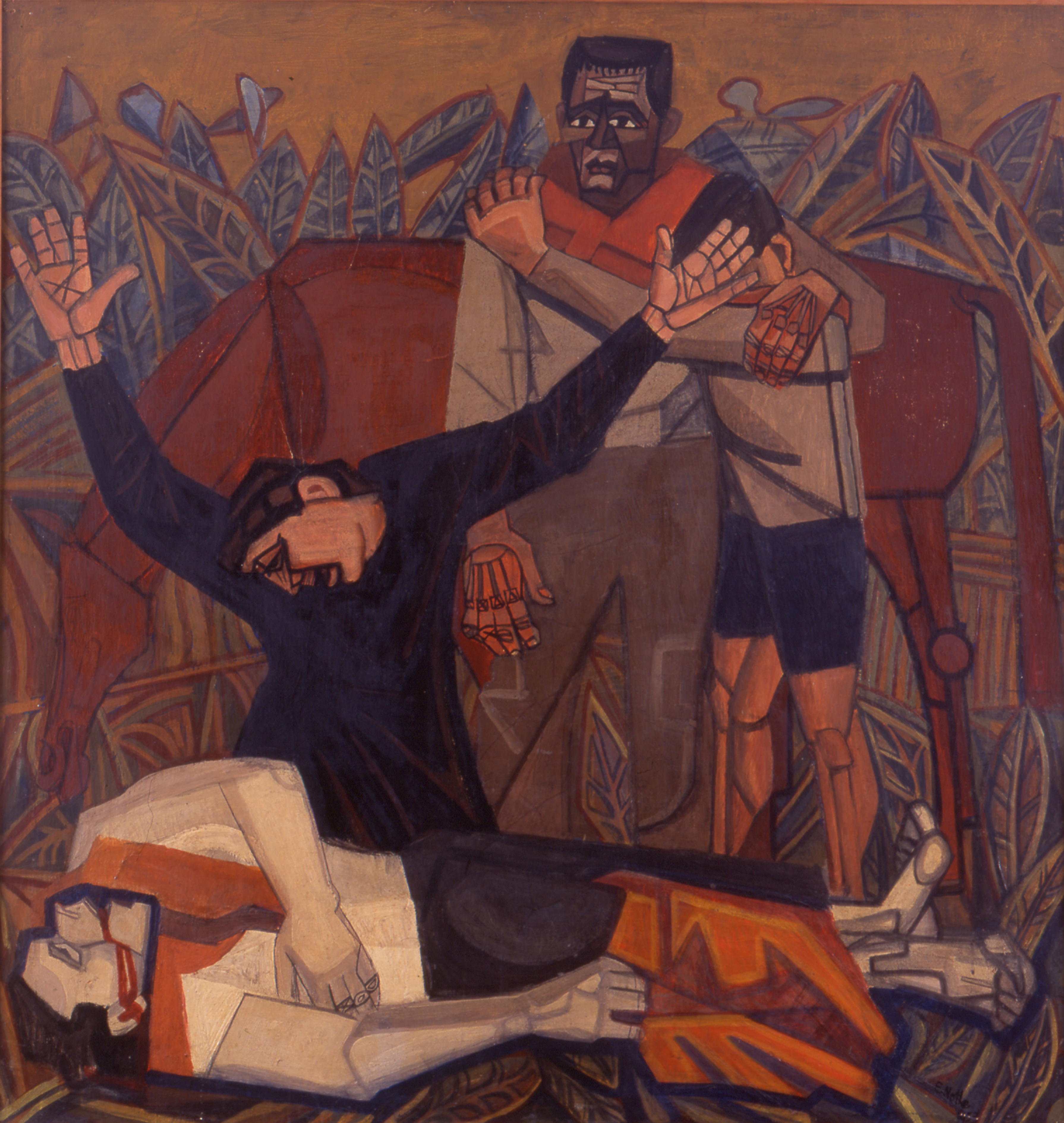
Emilio Notte, Le massacre de Melissa, 1953

Dans l'après-guerre, Notte, obtient la chaire de peinture ainsi que la direction de l'Académie de Naples et continue de subir l'hostilité du milieu artistique napolitain. Il est toutefois réconforté par l'amitié de personnalités marquantes, de l'historien Raffaello Causa (qui écrit, entre autres, qu'avec Notte "[...] commence la peinture moderne à Naples") au philosophe Cleto Carbonara. au mathématicien Renato Caccioppoli, et de l'archéologue De Franciscis au peintre et homme politique Maurizio Valenzi, qui deviendra plus tard maire de Naples ; De plus, à l'Académie, Notte, est un maître reconnu, ouvert aux expérimentations les plus audacieuses. Un certain prestige également alimenté par une participation constante aux Biennales de Venise, aux Quadrennales de Rome et à d'innombrables autres événements de ces décennies ; mais une réputation qui vient avant tout de sa relation avec ses élèves, attirés par son enseignement, ouvert à la nouveauté ; à tel point que des noms notables de la scène néo-avant-gardiste émergeront de l'école de Notte : entre autres Carlo Alfano, Franco Palumbo, Guido Biasi, Mario Colucci, Eduardo Palumbo, Lucio Del Pezzo, Mimmo Jodice, Mimmo Rotella, Vincenzo Romano Salvia, Luigi Malice.
Les années 1950 marquent le début du retour formel au post-cubisme et au futurisme, comme on peut le voir dans toutes les peintures, de Maternità de 1953 aux masques, aux arlequins à Gli acrobati fatigués, jusqu'au Massacre de Melissa (1953). Un choix qui se développera encore dans les années 1960 vers une synthèse encore plus grande, à la limite de l'abstraction. Il s'agit souvent d'œuvres de grande envergure, dans lesquelles l'artiste insiste sur l'expérience de la douleur individuelle et collective, sur l'ennui, sur la résignation, sur la fatalité du destin, comme par exemple dans les Saltimbanchi, dans les Jongleurs, dans les Mendiants et dans le massacre susmentionné de La Melissa, dédié au meurtre d'agriculteurs dans les terres occupées de Calabre.
L'autre thème dominant, concerne le travail comme tourment mais aussi comme rédemption pour tout homme. Notte insiste même sur la centralité du travail d'éducation civique des individus dans des œuvres à sujet religieux, comme dans le grand retable représentant Saint Joseph l'Ouvrier, peint en 1953 pour la nouvelle église de Don Bosco, dans le quartier San Paolo de Rome; mais aussi chez les Bergers sur la plage de Nola, chez les Agriculteurs et dans la grande procession du 1er Mai, actuellement située dans l'ancienne fédération napolitaine de la DS : un défilé d'agriculteurs, d'ouvriers, d'artisans, d'intellectuels, d'hommes et de femmes de tous âges, à la tête de laquelle le peintre se place. En 1958, de l'union avec l'ancienne élève Maria Palliggiano (à qui est dédié le film Ossidiana ) naît leur fils Riccardo.

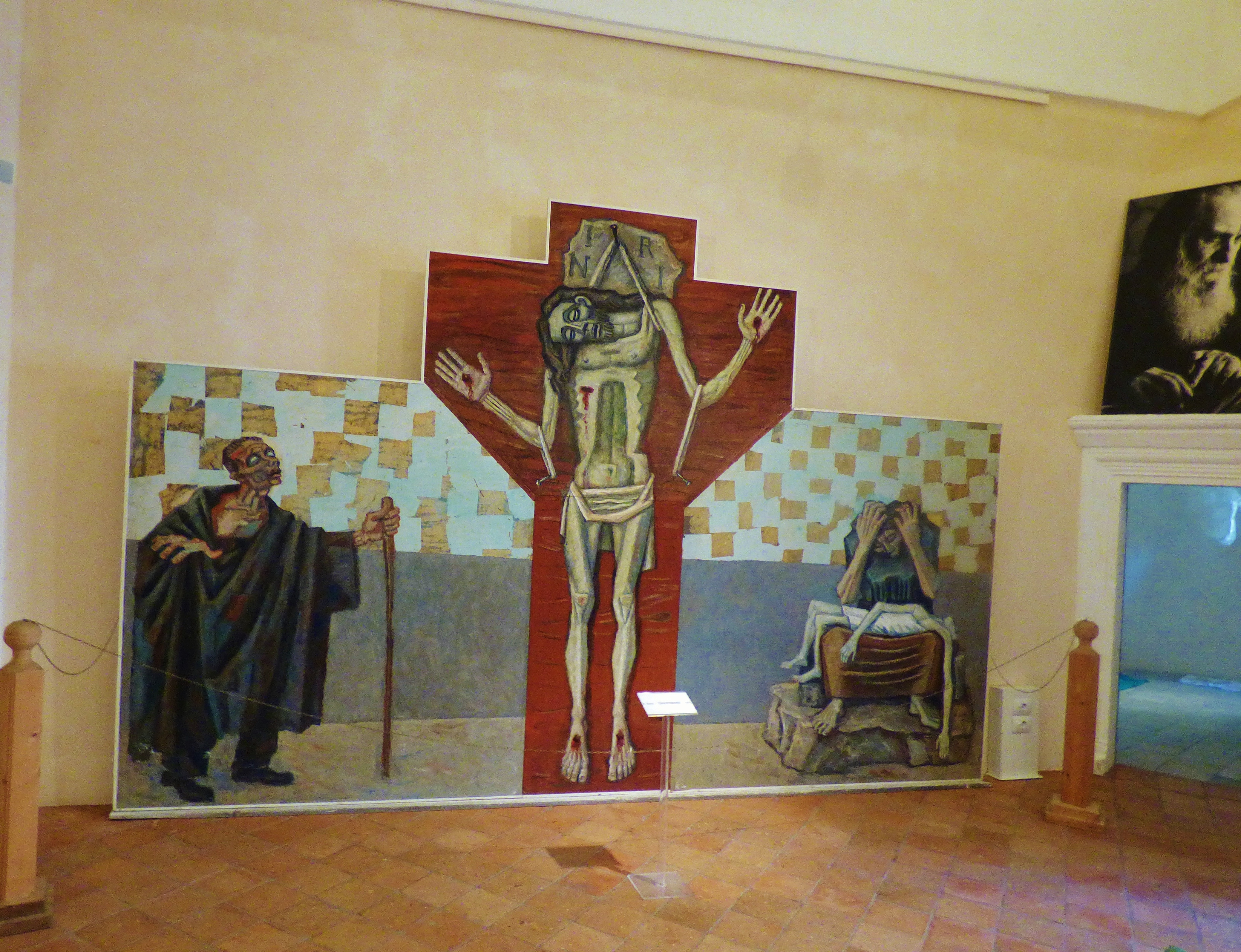
La Crucifixion n° 2, Château Ducal de Ceglie Messapica, galerie d'art municipale dédiée à l'artiste

Dans les années 1960, la peinture de Notte s'oriente vers des directions plus philosophiques, voire hermétiques, comme dans la série de peintures « noires » de la « période vulcaine », inspirées des atmosphères solitaires des îles éoliennes, où l'artiste effectuait de longs séjours, puis dans une série de peintures « blanches » de la « période de pierre » (1965-1974) ; parmi ceux-ci Les Garçons et la pierre, Les pleurs d'Œdipe, Le Rêve de Jacob et La Mort du héros . Mais ces méditations sur les ambiances intérieures, probablement influencées par la fréquentation contemporaine de figures du monde littéraire, de Carlo Levi à Eduardo De Filippo (dont il fera le portrait), de Michele Prisco à Eugenio Montale (il illustrera un de ses recueils de poèmes ), sont interrompus par l'enthousiasme pour les entreprises spatiales, auxquelles Notte consacre d'innombrables "fragments" de nature futuriste.
À partir des années 1960, sa vision dramatique de la vie est claire dans une série de tableaux variés, souvent allégoriques, comme Le Massacre des Pionniers de 1974, ou la grande Crucifixion n°1 de 1971, synthèse entre futurisme et expressionnisme, et la grande Crucifixion n° 2 : car si dans la première Jésus est représenté vivant , et que toute la composition se concentre sur la tension du corps et du visage, dans la seconde, le corps du Christ est étendu dans l'inertie de la mort et le fond est construit à partir d'un quadrillage de feuilles d'or, à la manière byzantine et du XIVe siècle.